# Vstretimsja u fontana
Vstretimsja u fontana (Встретимся у фонтана) è un film del 1976 diretto da Oleg Pavlovič Nikolaevskij.

## Trama
Sergej Dolganov è un tuttofare, un uomo di grande anima e un cuore aperto. Vaga per le città in cerca di felicità e in tutte le città in cui visita, costruisce fontane non per lavoro extra, ma solo per bellezza, per portare gioia a se stesso e alle persone. Un giorno il destino lo porta alla fattoria statale della steppa, dove incontra una ragazza meravigliosa. Sergej capisce che lei è l'unica e la sola "una e l'unica". Ma solo la ragazza ha già un gentiluomo e per conquistare il suo amore, Sergej deve impegnarsi molto.